# Los Huertos
Los Huertos és un municipi de la província de Segòvia, a la comunitat autònoma de Castella i Lleó. Limita amb Carbonero de Ahusín, Roda de Eresma, Valseca, Hontanares de Eresma, Valverde del Majano i Garcillán.